# Зборовський Андрій Олегович
Андрі́й Оле́гович Зборо́вський (нар. 25 лютого 1986, Сімферополь, УРСР) — український футболіст, півзахисник.

## Біографія
Вихованець сімферопольської «Таврії». Професіональну кар'єру розпочав у дублі «Таврії» влітку 2004 року. Влітку 2006 року відданий в оренду у «Хімік» з Красноперекопська. Взимку 2007 року попав в основу «Таврії». У вищій лізі дебютував 22 квітня 2007 року в матчі проти львівських «Карпат» (0:2). Андрій вийшов на 89 хвилині замість нігерійця Лакі Ідахора.
Влітку 2010 року Перейшов на півроку в ореду в ПФК «Севастополь», по завершенні якої у січні 2011 року підписав повноцінний контракт з клубом.
Після окупації Криму Росією виступав за окупаційні клуби «Кримтеплиця», «Гвардієць», «ТСК-Таврія» та інші. Також викликався до так званої збірної Криму.

## Досягнення
- Володар Кубка України (1): 2009/2010